# Шеремет, Василий Петрович
Василий Петрович Шеремет — советский хозяйственный и государственный деятель, Герой Социалистического Труда.

## Биография
Родился в 1928 году в селе Лозоватка. Член КПСС.
В 1944—1988 — рабочий, механизатор, бригадир комплексной бригады колхоза имени Ленина Александрийского района Кировоградской области, Украинская ССР.
Указом Президиума Верховного Совета СССР от 8 декабря 1973 года присвоено звание Героя Социалистического Труда с вручением ордена Ленина и золотой медали «Серп и Молот».
Делегат XXVI съезда КПСС.
С 1988 — персональный пенсионер союзного значения
Умер в 2000 году в Лозоватке.

## Награды и звания
- Герой Социалистического Труда (08.12.1973)
- Орден Ленина (08.12.1973)
- Орден Октябрьской Революции (08.04.1971)